# Unterrichtspraktikant (Österreich)
Ein Unterrichtspraktikant (Abkürzung: UP; früher Probelehrer, ugs. Beiwagerl) ist ein Lehrer in österreichischen Gymnasien oder Berufsbildenden höheren Schulen, der nach dem Erhalt des Magistertitels zum ersten Mal unterrichtet. Er entspricht dem deutschen Studienreferendar.

## Aufgabenbereich
Das im Gegensatz zum bundesdeutschen Referendariat nur einjährige Unterrichtspraktikum (früher Probejahr) umfasst eigenständige Unterrichtserteilung unter Anleitung eines Betreuungslehrers, Hospitieren (Beobachten des Unterrichts des Betreuungslehrers) und Supplieren sowie einen Lehrgang der Pädagogischen Hochschule. Betreuungslehrer müssen einen einschlägigen Lehrgang an einer Pädagogischen Hochschule absolviert haben. Am Ende des Schuljahres bestimmt der Schulleiter auch aufgrund der Unterlagen des Betreuungslehrers, ob der Arbeitserfolg erheblich überschritten, aufgewiesen oder nicht aufgewiesen wurde.
Das Praktikum kann auf mehrere Schulen aufgeteilt werden, eine Schule gilt dann als Stammschule.

## Entgelt
Der Ausbildungsbeitrag beträgt die Hälfte des Monatsentgeltes eines voll unterrichtenden Berufsanfängers.